# 非规范博欣内斯克方程
非规范博欣内斯克方程（Unnormalized Boussinesq equation）是一个非线性偏微分方程：
{\displaystyle u_{tt}-\alpha *(u*u_{x})_{x}-\beta *u_{xxxx}=0}

## 解析解
{\displaystyle u(x,t)=_{C}5^{2}/(_{C}4^{2}*\alpha )-12*\beta *_{C}4^{2}*WeierstrassP(_{C}3+_{C}4*x+_{C}5*t,_{C}2,_{C}1)/\alpha }
{\displaystyle u(x,t)=-(-_{C}3^{2}+4*\beta *_{C}2^{4})/(\alpha *_{C}2^{2})-12*\beta *_{C}2^{2}*csch(_{C}1+_{C}2*x+_{C}3*t)^{2}/\alpha }
{\displaystyle u(x,t)=-(-_{C}3^{2}+4*\beta *_{C}2^{4})/(\alpha *_{C}2^{2})+12*\beta *_{C}2^{2}*sech(_{C}1+_{C}2*x+_{C}3*t)^{2}/\alpha }
{\displaystyle u(x,t)=-(-_{C}3^{2}+8*\beta *_{C}2^{4})/(\alpha *_{C}2^{2})-12*\beta *_{C}2^{2}*cot(_{C}1+_{C}2*x+_{C}3*t)^{2}/\alpha }
{\displaystyle u(x,t)=-(-_{C}3^{2}+8*\beta *_{C}2^{4})/(\alpha *_{C}2^{2})-12*\beta *_{C}2^{2}*tan(_{C}1+_{C}2*x+_{C}3*t)^{2}/\alpha }
{\displaystyle u(x,t)=(_{C}3^{2}+4*\beta *_{C}2^{4})/(\alpha *_{C}2^{2})-12*\beta *_{C}2^{2}*csc(_{C}1+_{C}2*x+_{C}3*t)^{2}/\alpha }
{\displaystyle u(x,t)=(_{C}3^{2}+4*\beta *_{C}2^{4})/(\alpha *_{C}2^{2})-12*\beta *_{C}2^{2}*sec(_{C}1+_{C}2*x+_{C}3*t)^{2}/\alpha }
{\displaystyle u(x,t)=(_{C}3^{2}+8*\beta *_{C}2^{4})/(\alpha *_{C}2^{2})-12*\beta *_{C}2^{2}*coth(_{C}1+_{C}2*x+_{C}3*t)^{2}/\alpha }
{\displaystyle u(x,t)=(_{C}3^{2}+8*\beta *_{C}2^{4})/(\alpha *_{C}2^{2})-12*\beta *_{C}2^{2}*tanh(_{C}1+_{C}2*x+_{C}3*t)^{2}/\alpha }
{\displaystyle u(x,t)=(-8*\beta *_{C}3^{4}+_{C}4^{2}+4*\beta *_{C}3^{4}*_{C}1^{2})/(\alpha *_{C}3^{2})+12*\beta *_{C}3^{2}*JacobiDN(_{C}2+_{C}3*x+_{C}4*t,_{C}1)^{2}/\alpha }
{\displaystyle u(x,t)=(-8*\beta *_{C}3^{4}+_{C}4^{2}+4*\beta *_{C}3^{4}*_{C}1^{2})/(\alpha *_{C}3^{2})-12*\beta *_{C}3^{2}*(-1+_{C}1^{2})*JacobiND(_{C}2+_{C}3*x+_{C}4*t,_{C}1)^{2}/\alpha }
{\displaystyle u(x,t)=(4*\beta *_{C}3^{4}*_{C}1^{2}+4*\beta *_{C}3^{4}+_{C}4^{2})/(\alpha *_{C}3^{2})-12*\beta *_{C}3^{2}*JacobiNS(_{C}2+_{C}3*x+_{C}4*t,_{C}1)^{2}/\alpha }
{\displaystyle u(x,t)=(4*\beta *_{C}3^{4}*_{C}1^{2}+4*\beta *_{C}3^{4}+_{C}4^{2})/(\alpha *_{C}3^{2})-12*\beta *_{C}3^{2}*_{C}1^{2}*JacobiSN(_{C}2+_{C}3*x+_{C}4*t,_{C}1)^{2}/\alpha }
{\displaystyle u(x,t)=-(8*\beta *_{C}3^{4}*_{C}1^{2}-_{C}4^{2}-4*\beta *_{C}3^{4})/(\alpha *_{C}3^{2})+12*\beta *_{C}3^{2}*_{C}1^{2}*JacobiCN(_{C}2+_{C}3*x+_{C}4*t,_{C}1)^{2}/\alpha }
{\displaystyle u(x,t)=-(8*\beta *_{C}3^{4}*_{C}1^{2}-_{C}4^{2}-4*\beta *_{C}3^{4})/(\alpha *_{C}3^{2})+12*\beta *_{C}3^{2}*(-1+_{C}1^{2})*JacobiNC(_{C}2+_{C}3*x+_{C}4*t,_{C}1)^{2}/\alpha }

## 行波图
|  |  |  |  |

|  |  |  |  |